# Чемпионат мира по фехтованию 1994
Чемпионат мира по фехтованию в 1994 году проходил в Афинах (Греция) 3-8 июля. Среди мужчин соревнования проходили в личном и командном зачёте по фехтованию на саблях, рапирах и шпагах, среди женщин — соревнования в личном и командном зачёте по фехтованию на шпагах и рапирах.

## Общий медальный зачёт
| Место | Страна           | Золото | Серебро | Бронза | Всего |
| ----- | ---------------- | ------ | ------- | ------ | ----- |
| 1     | Италия           | 2      | 3       | 2      | 7     |
| 2     | Россия           | 2      | 1       | 1      | 4     |
| 3     | Румыния          | 2      | 0       | 1      | 3     |
| 4     | Германия         | 1      | 3       | 2      | 6     |
| 5     | Франция          | 1      | 0       | 2      | 4     |
| 6     | Куба             | 1      | 0       | 1      | 2     |
| 7     | Испания          | 1      | 0       | 0      | 1     |
| 8     | Венгрия          | 0      | 2       | 2      | 4     |
| 9     | Швейцария        | 0      | 1       | 0      | 1     |
| 10    | Китай            | 0      | 0       | 1      | 1     |
| 10    | Финляндия        | 0      | 0       | 1      | 1     |
| 10    | Республика Корея | 0      | 0       | 1      | 1     |
| 10    | Польша           | 0      | 0       | 1      | 1     |

## Медалисты

### Мужчины
| Дисциплина                  | Золото                                                                                 | Серебро                                                                         | Бронза                                                                   |
| --------------------------- | -------------------------------------------------------------------------------------- | ------------------------------------------------------------------------------- | ------------------------------------------------------------------------ |
| Шпага Личное первенство     | Павел Колобков                                                                         | Оливье Жак                                                                      | Арнд Шмитт Жан-Мишель Анри                                               |
| Шпага Командное первенство  | Франция · Эрве Фаж · Эрик Среки · Робер Леру · Жан-Мишель Анри                         | Германия · Михаэль Флеглер · Мариуш Стржалка · Арнд Шмитт · Эльмар Боррман      | Республика Корея · Ли Сан Ги · Ли Сан Юп · Юн Вон Джин                   |
| Рапира Личное первенство    | Роландо Тукер                                                                          | Алессандро Пуччини                                                              | Оскар Гарсия Торстен Вайднер                                             |
| Рапира Командное первенство | Италия · Алессандро Пуччини · Стефано Чериони · Марко Арпино · Андреа Борелла          | Германия · Торстен Вайднер · Удо Вагнер · Александр Кох · Уве Рёмер             | Китай · Е Чун · Дун Чжаочжи · Ван Хайбинь · Ван Лихун                    |
| Сабля Личное первенство     | Феликс Беккер                                                                          | Станислав Поздняков                                                             | Бенце Сабо Григорий Кириенко                                             |
| Сабля Командное первенство  | Россия · Станислав Поздняков · Алексей Ермолаев · Григорий Кириенко · Александр Ширшов | Венгрия · Йожеф Наваррете · Бенце Сабо · Дьёрдь Борош · Чаба Кёвеш · Петер Абай | Румыния · Вилмош Сабо · Даниэл Григоре · Флорин Лупейкэ · Виктор Гэуряну |

### Женщины
| Дисциплина                  | Золото                                                                               | Серебро                                                                                | Бронза                                                                                 |
| --------------------------- | ------------------------------------------------------------------------------------ | -------------------------------------------------------------------------------------- | -------------------------------------------------------------------------------------- |
| Рапира Личное первенство    | Река Сабо                                                                            | Валентина Веццали                                                                      | Франческа Бортолоцци Лоранс Моден                                                      |
| Рапира Командное первенство | Румыния · Клаудия Григореску · Река Сабо · Лаура Бадя · Элисабета Гузгану            | Италия · Джованна Триллини · Валентина Веццали · Диана Бьянкеди · Франческа Бортолоцци | Венгрия · Габриэлла Лантош · Аида Мохамед · Жужанна Яноши · Ильдико Минца              |
| Шпага Личное первенство     | Лаура Кьеза                                                                          | Катя Насс                                                                              | Коринна Панцери Минна Лехтола                                                          |
| Шпага Командное первенство  | Испания · Тайми Чаппе · Роза Мария Кастильехо · Кармен Руис Эрвиас · Кристина Варгас | Венгрия · Хайналька Кирай · Дьёндь Салай-Хорват · Мариан Хорват · Адриенн Хормай       | Польша · Доминика Буткевич · Дорота Сломиньская · Магдалена Езёровская · Иоанна Якимюк |